# Lucienne Bréval
Berthe Agnès Lisette Brennwald, conhecida como Lucienne Bréval (Berlim, 4 de novembro de 1869 - Neuilly-sur-Seine, 15 de agosto de 1935), foi uma soprano dramática suíça naturalizada francesa, nascida de pais suíços de Männedorf, no cantão de Zurique.

## Biografia
Lucienne Bréval estudou em Genebra onde obteve o 1º prêmio de piano, depois no Conservatório de Paris, onde se formou em 1890 como 1º prêmio de canto. Ela estreou na Ópera de Paris em 1892 no papel de Selika em L'Africaine de Meyerbeer e posteriormente teve uma carreira lá que durou cerca de trinta anos.
Em 1893, sob a direção de Édouard Colonne, interpretou Brünnhilde, um de seus melhores papéis, em A Valquíria de Wagner na Ópera de Paris (em francês) com Rose Caron (Sieglinde), Ernest Van Dyck (Siegmund) e Francisque Delmas (Wotan). Henri de Curzon escreve: “Seu jovem talento floresceu [...] com uma chama ousada, uma paixão, uma harmonia de rosto e gestos que eram verdadeiramente belos.” Ela tem temperamento e voz para interpretar heroínas wagnerianas. Ela se torna Vênus (Tannhäuser), depois Eva (Os Mestres Cantores de Nuremberg), que ela interpreta com uma brincadeira inesperada.
Em 1895, destacou-se no papel de Yamina em A Montanha Negra de Augusta Holmès . Em 1897, ela cantou Marguerite em A Danação de Fausto, de Berlioz.
Apareceu no Covent Garden em 1899, 1901 e 1906 e em Nova Iorque no Met, durante a temporada 1900-1901. Ela se recusa a ir cantar A Valquíria em Bayreuth, onde Cosima Wagner, furiosa, apoia sua rival, Louise Grandjean, que é a Brünnhilde de Siegfried e Crepúsculo dos Deuses. Mas em 1914, em Parsifal ela é uma Kundry “suntuosa e encantadora” ao lado de Paul Franz e Marcel Journet.
Ela canta os grandes clássicos: Hipólito e Aricie de Rameau, Armide e Iphigénie em Aulide de Gluck. Ela também apresentou inúmeras criações como Grisélidis de Massenet em 1901, L'Étranger de Vincent d'Indy em 1903 na Academia Nacional de Música, Monna Vanna de Henry Février em 1909 e Pénélope de Gabriel Fauré em Monte Carlo em 1913. Este trágico lírico impressionou muito todos os seus contemporâneos. Gabriel Fauré define sua arte como “uma Beleza que não é objeto de sons, uma certa Beleza que encanta a mente". A partir de 1921, Lucienne dedicou-se ao ensino.

## Exemplos de papéis

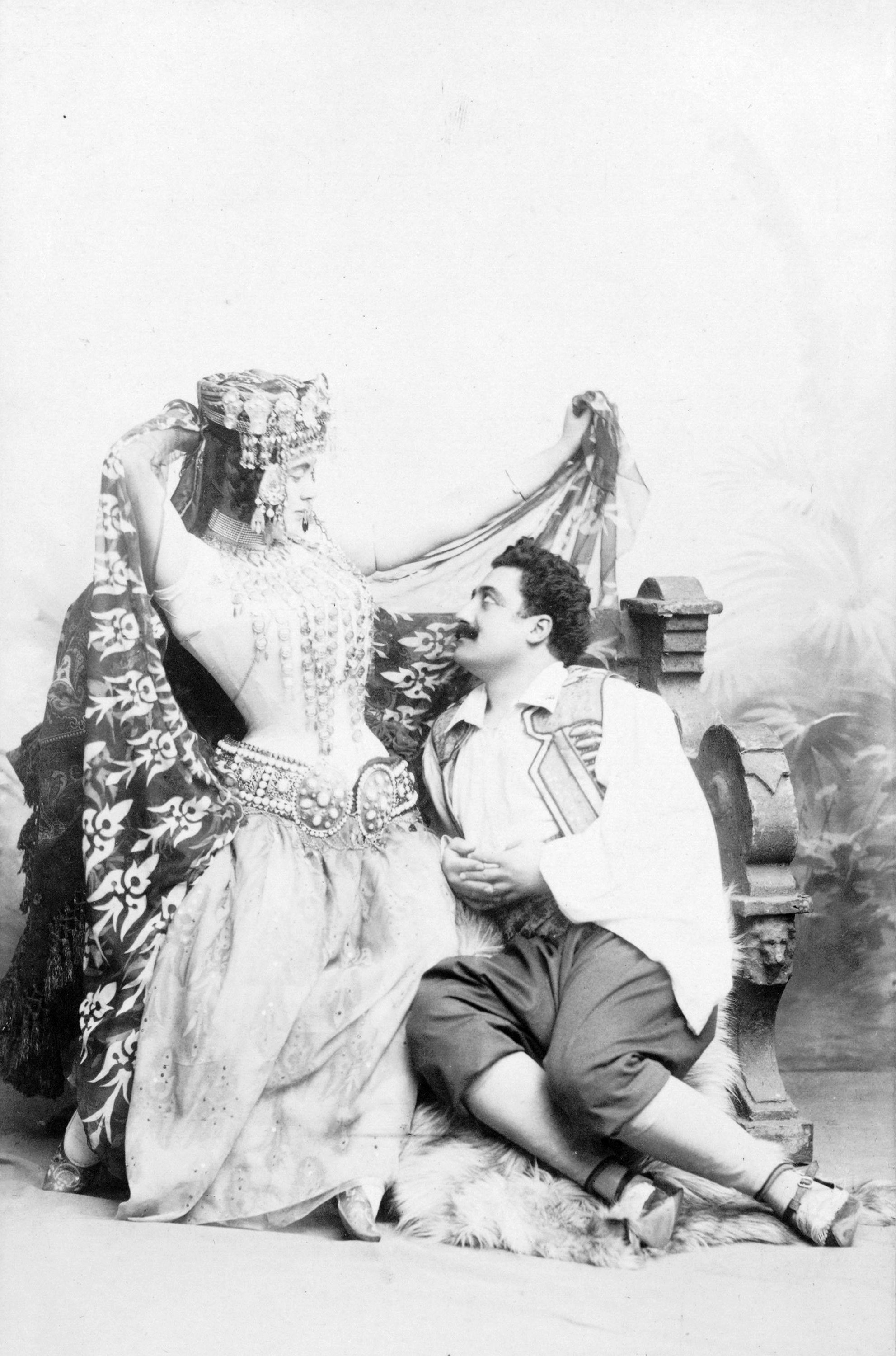
Com Maurice Renaud em A Montanha Negra, de Augusta Holmès em 1895.
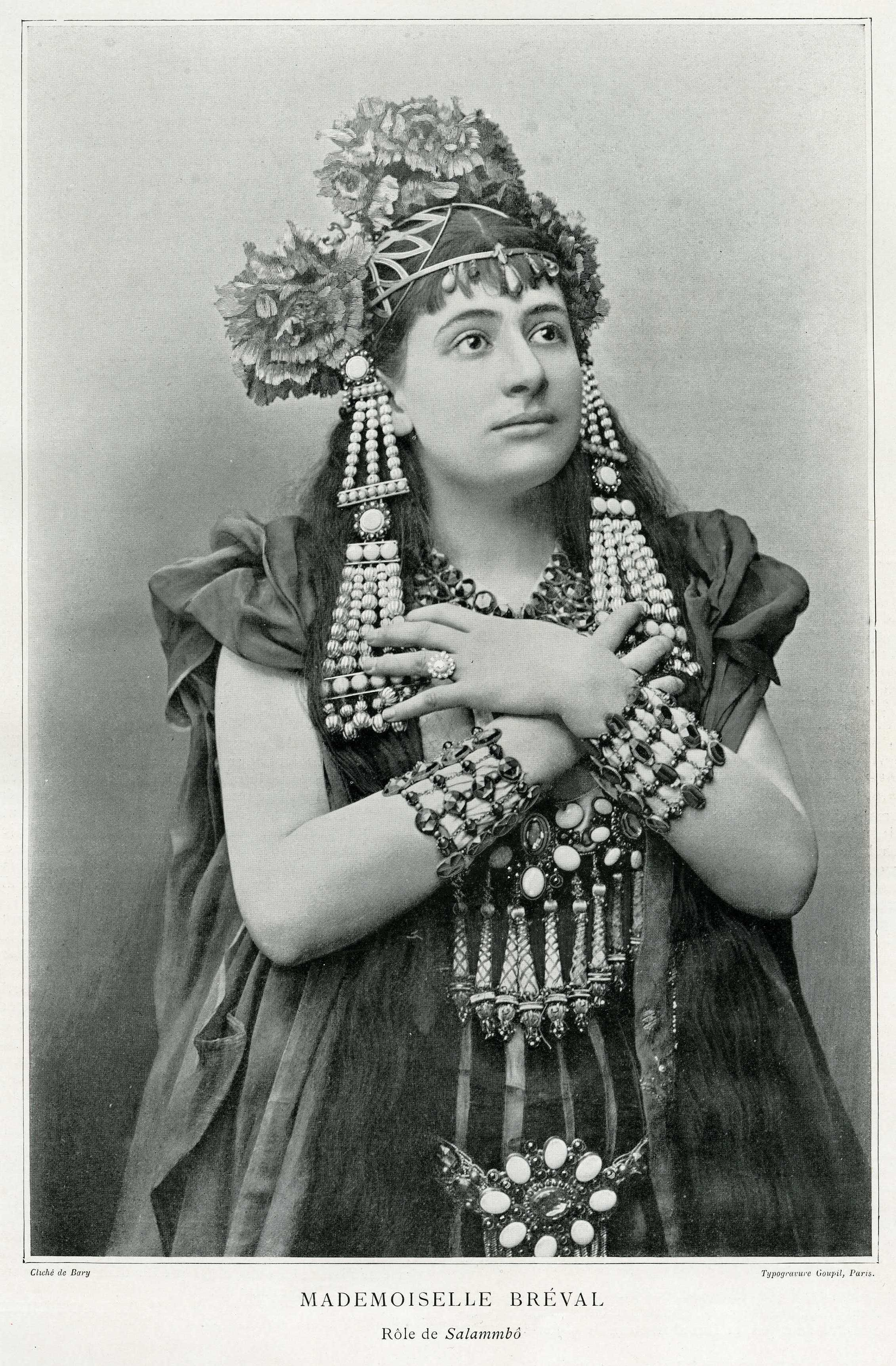
Em Salammbô de Ernest Reyer em 1899.
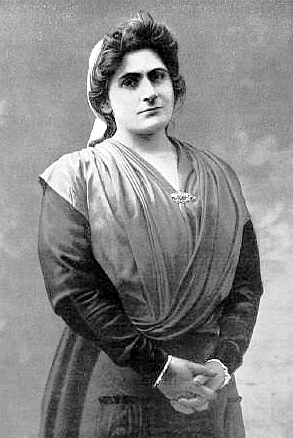
Em L'Étranger de Vincent d'Indy em 1903.
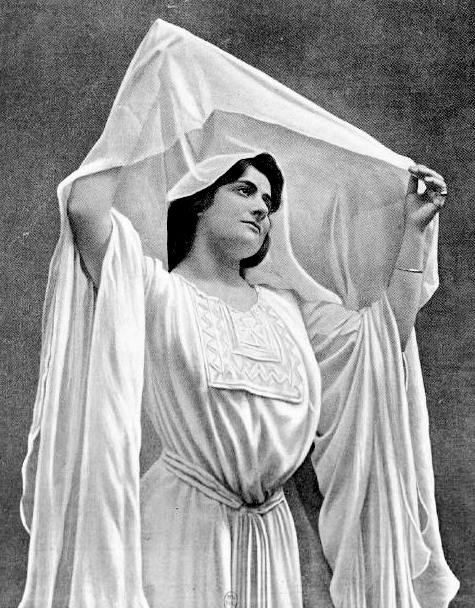
Em Le Fils de l'étoile, de Camille Erlanger em 1904.

- 1896: La Famille Pont-Biquet, peça de Alexandre Bisson, Théâtre du Gymnase.
- 1922: L'Arlésienne, filme mudo de André Antoine.[1]

## Galeria de imagens

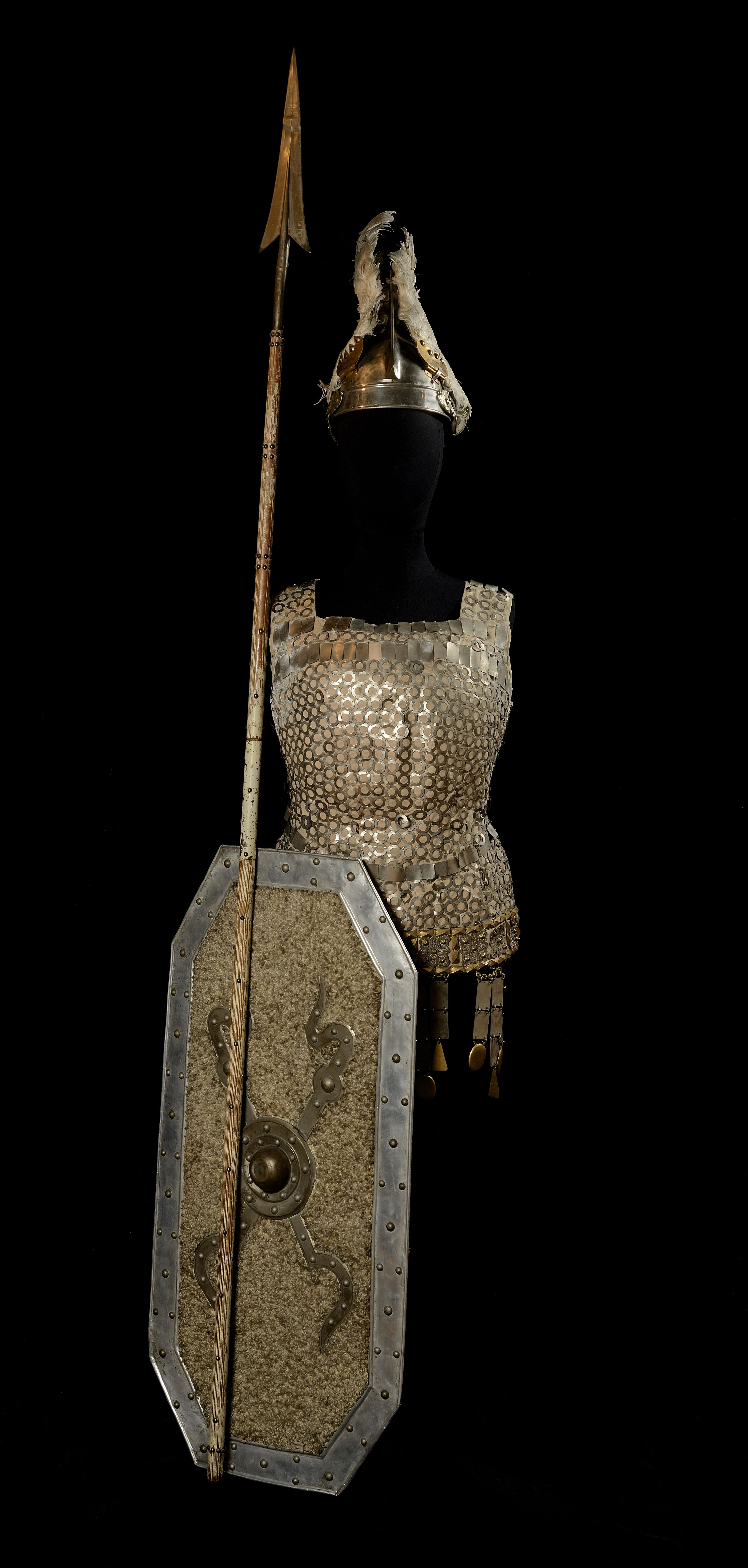
Armas de Brünehilde usadas por Lucienne Bréval.
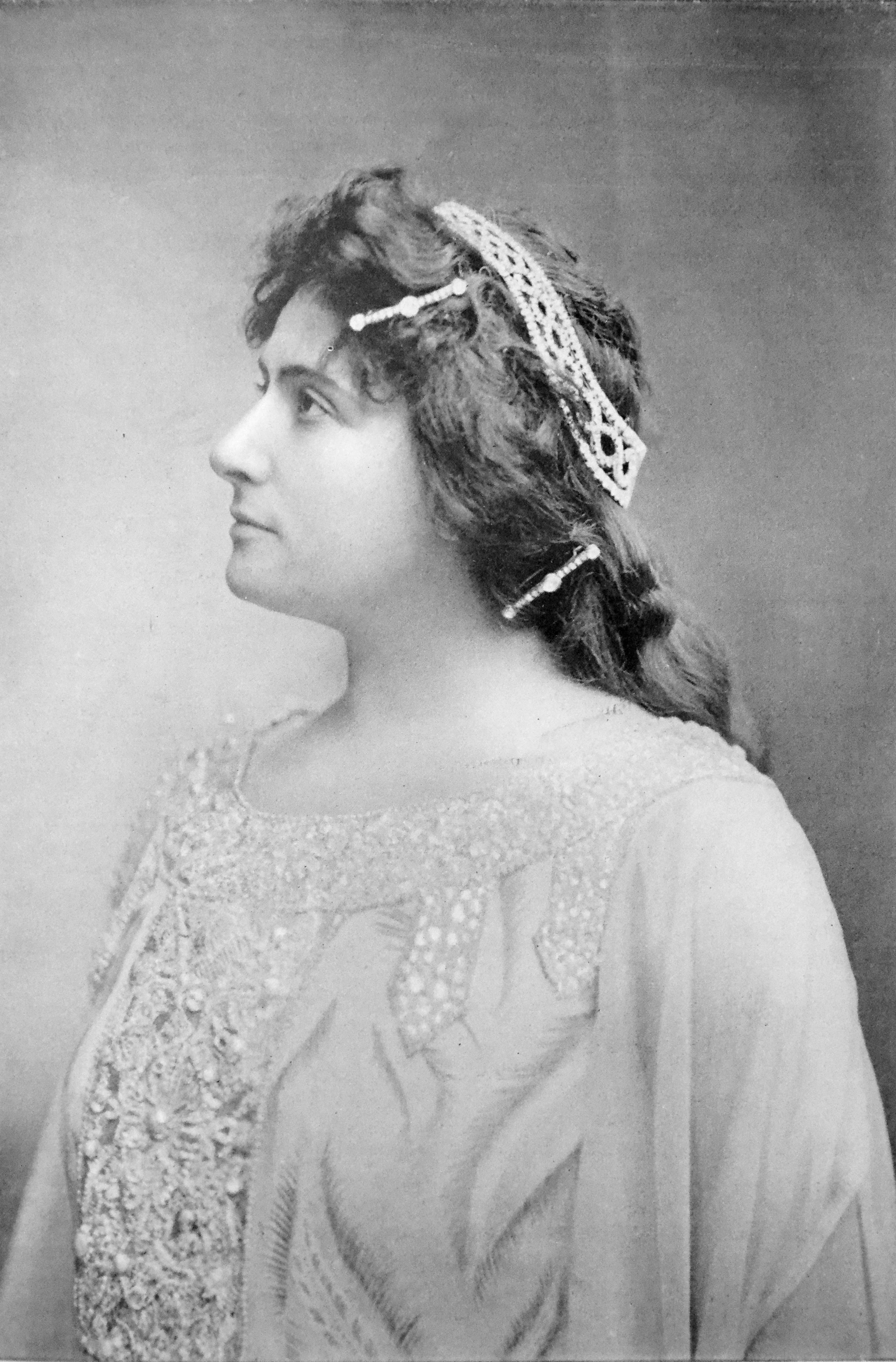
Retrato de Lucienne Bréval em 1902.
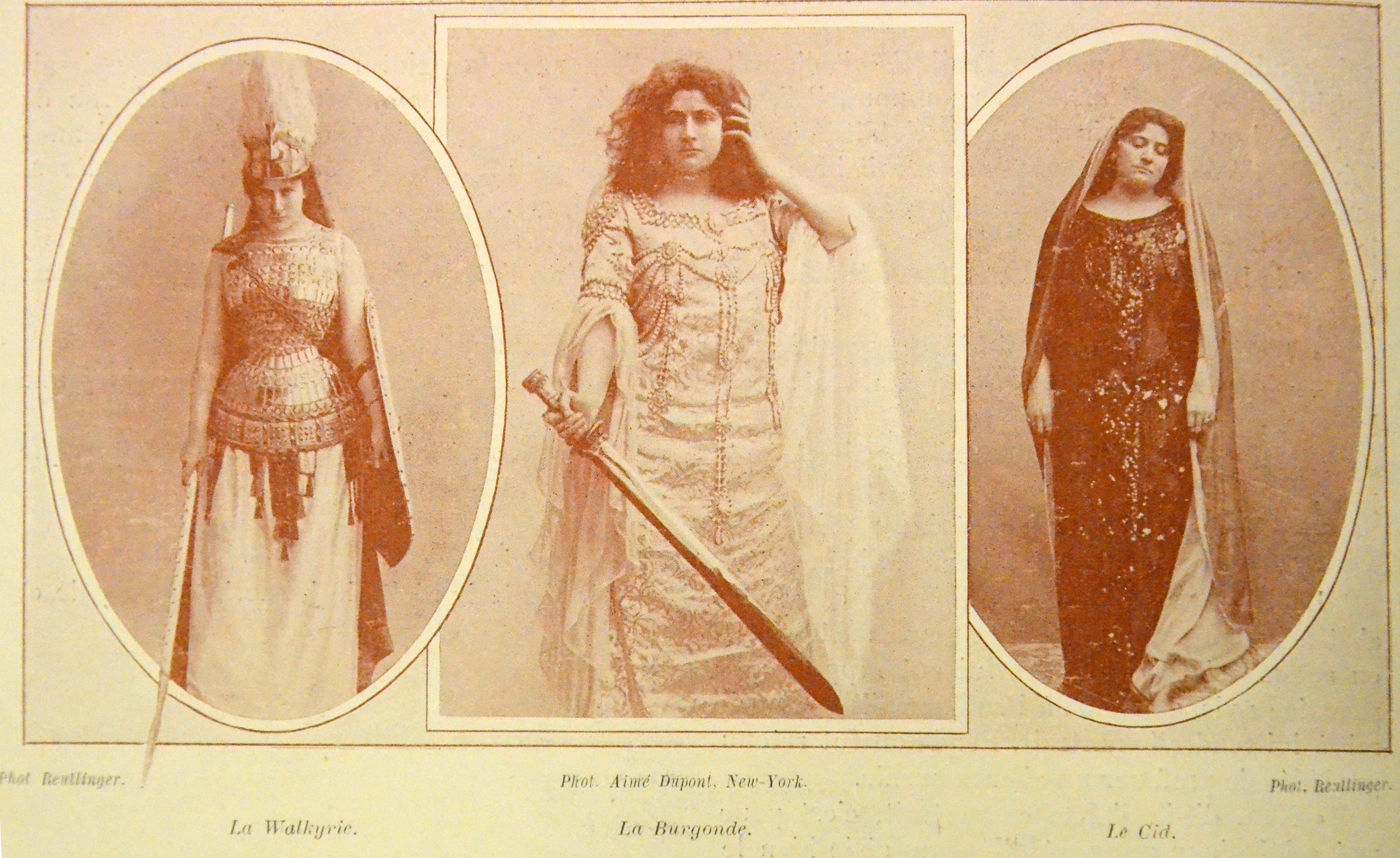
Retratos de Lucienne Bréval.
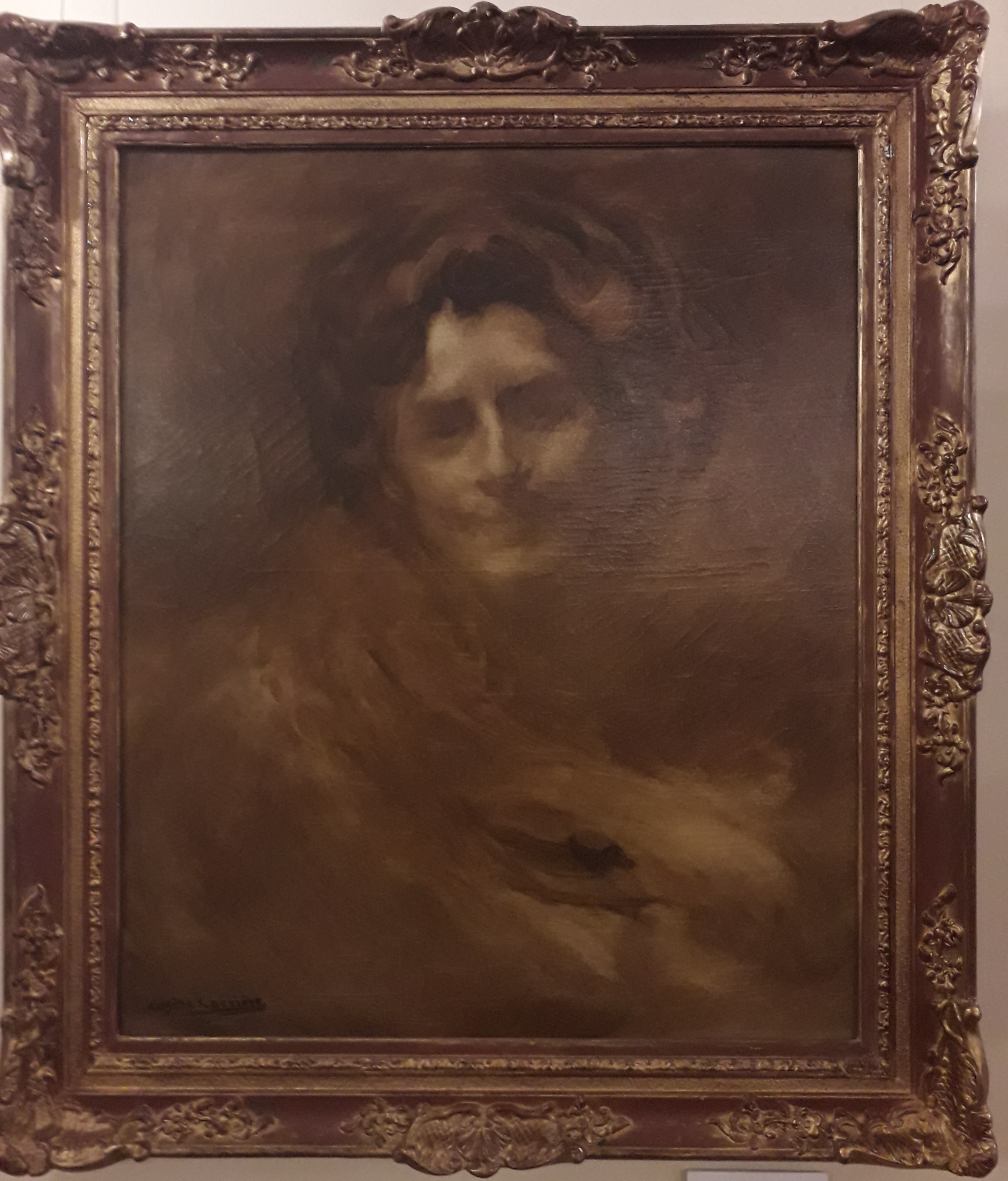
Lucienne Bréval de Eugène Carrière, Musée des Avelines em Saint-Cloud.
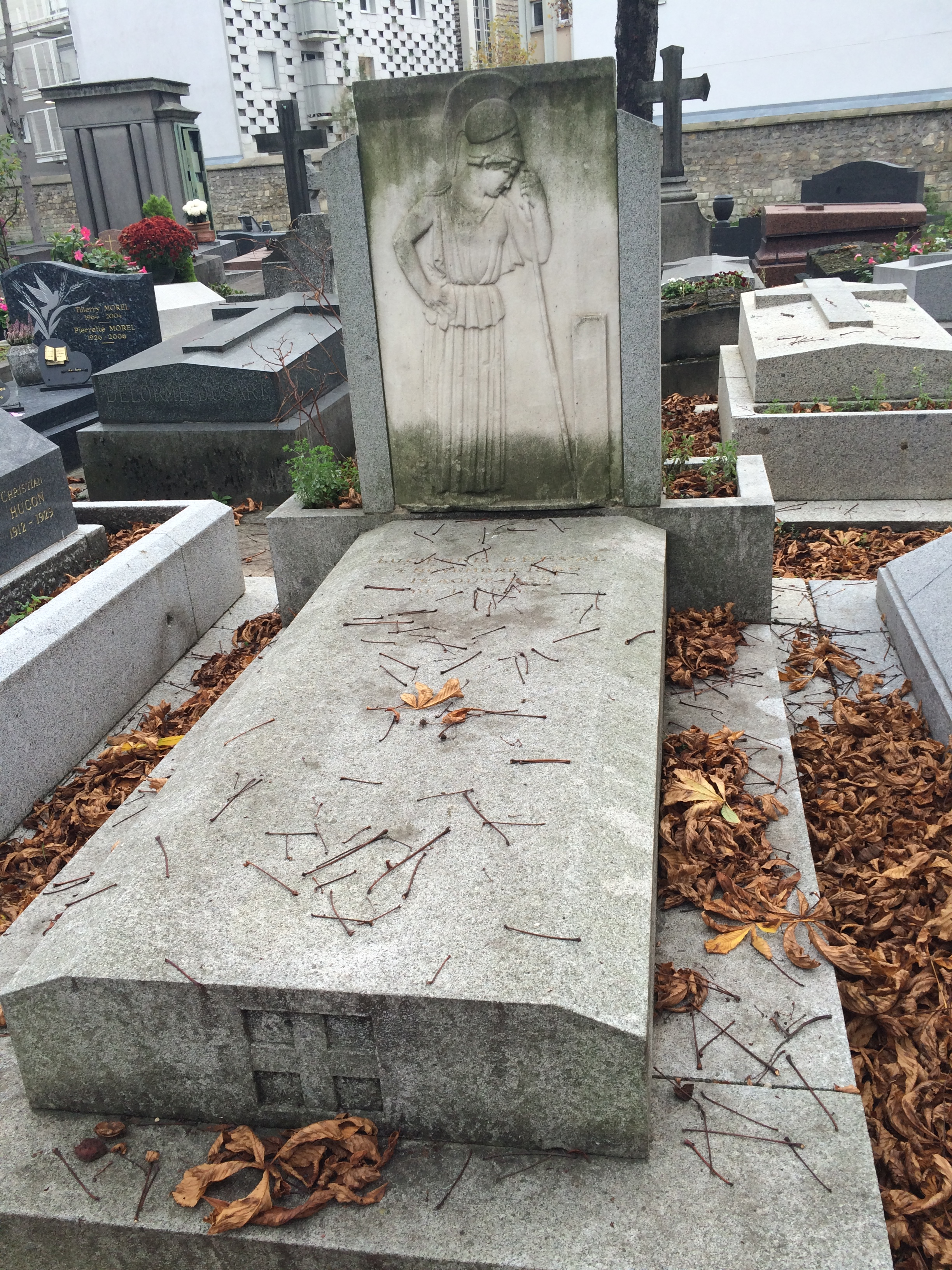
Túmulo de Lucienne Bréval no cemitério de Batignolles (div. 2), em Paris.